# Nicolás Fernández de la Oliva
Sergio Nicolás Fernández de la Oliva fue un escultor español del siglo XIX.

## Biografía
Escultor, fue discípulo de las clases dependientes de la Real Academia de Nobles Artes de San Fernando, a cuyo concurso de premios celebrado en 1832 se presentó. Creado el Liceo Artístico y literario de Madrid, fue uno de sus primeros y más entusiastas socios, y perteneció a su Junta directiva; entre los muchos trabajos que hizo para sus exposiciones, certámenes y sesiones prácticas pueden citarse la medalla en relieve adquirida en 1838 por la reina gobernadora María Cristina, una estatuita de Leda y la Ninfa que modeló en cera en 1841. También perteneció a la sociedad del Instituto Español, en una de cuyas sesiones modeló el retrato de Calderón de la Barca. Hacia mediados de la década de 1880 era profesor de la Academia de Bellas Artes de Valladolid, académico de la misma, y representante de la de San Fernando en la Comisión de monumentos de aquella provincia.
Entre sus principales obras se encontraron una medalla conmemorativa de los héroes del Dos de Mayo, teniendo por un lado los bustos de Daoiz y Velarde, y por otro el monumento cinerario con una ligera inscripción. Se vendió al público en la solemne fiesta de 1839. Los bajorrelieves y capiteles de la fachada del teatro del Instituto en Madrid, hechos en unión de José Tomás y de Francisco Elías; y tres lápidas conmemorativas en Valladolid, dedicadas a Pedro Ansúrez, Cervantes y Colón. Las dos últimas tenían los bustos en relieve, y todas ellas accesorios alegóricos. De la estatua del primero, obra también suya, habría dicho un crítico que Fernández de la Oliva «había sabido imprimirla no sólo el verdadero carácter de la época, sino la nobleza del personaje que representa». El bajorrelieve de la fachada principal del Teatro Real, que representa a Apolo que en un valle del Parnaso corona a un genio presentado por Minerva; las Musas rodean este grupo, y la Paz, protectora de las artes, preside el acto; y los cuatro bajorrelieves de los intercolumnios de la misma fachada con asuntos alegóricos a la música y baile también fueron suyos. Más adelante fue autor de una estatua de Cervantes, erigida en Valladolid en 1877.
Fue padre de Manuel Fernández de la Oliva, escultor como él.